# Frank Shorter
Frank Shorter, född 31 oktober 1947 i München i Tyskland, är en amerikansk före detta friidrottare.
Shorter blev olympisk mästare på maraton vid olympiska sommarspelen 1972 i München.